# Benjamin d'Urban
Sir Benjamin d'Urban (1777 – 25 mai 1849) est un général britannique et administrateur colonial, qui est connu pour sa politique frontalière quand il était gouverneur de la colonie du Cap (devenue l'Afrique du Sud).

## Début de carrière
D'Urban est né à Halesworth (Suffolk) en Angleterre et s'engage à seize ans dans l'armée britannique en 1793, comme officier cornette (c'est-à-dire le moins gradé de sa cornette, une petite troupe d'hommes à cheval). Il fait des progrès rapides dans l'armée et se distingue durant la guerre « péninsulaire », dite « d'indépendance espagnole » contre Napoléon. Assigné dans l'armée portugaise, il est le quartier-maître général et chef d'état major de William Carr Beresford. Il sert dans les principaux sièges et les principales batailles, ne demandant jamais ses congés. Il est honoré de la grand-croix du chevalier de l'ordre du Bain, et il est fait commandeur de l'ordre portugais de la Tour et de l’Épée. Il reçoit la croix d'or de l'Armée. On lui confie le commandement d'une brigade de cavaliers portugais formée par les 1er, 11e et 12e Dragons.

## Service étranger
En 1819, D'Urban est fait gouverneur d'Antigua. En 1824, il devient lieutenant gouverneur de Demerara-Essequibo (région actuelle du Guyana). En 1831, il la combine avec la colonie néerlandaise voisine de Berbice, afin de former la Guyane britannique, dont il devient le premier gouverneur (1831–33). Trois ans plus tard, il est nommé gouverneur de la colonie du Cap. 
En 1829, il est fait colonel du 51e régiment à pied, position qu'il occupe jusqu'à la fin de sa vie. 
Son administration est compliquée. La guerre des frontières du Cap (1834–1835) créée par des incursions de peuples Xhosa parlant le Bantu, suivie par l'exode de fermiers néerlandais, mécontents du règlement du conflit par Londres, qui veulent leur indépendance et migrent dans le nord-est (mouvement connu sous le nom de « Grand Trek »). D'Urban repousse les envahisseurs et annexe le territoire entre les fleuves Keiskamma (en) et Grand Kei (Groot-Kei), avant de le rétrocéder sur ordre de Londres. 
Il est en poste quand la Grande-Bretagne abolit l'esclavage, établit des conseils municipaux et législatifs, occupe le Natal (actuellement nommé KwaZulu-Natal) et en fait une nouvelle colonie de l'Empire britannique. 
Pour commémorer cela, le nom du principal port fut renommé en 1835 : de Port-Natal, il devint Durban.

## Renvoi
Bien que populaire parmi les colons blancs, d'Urban déplaît à un missionnaire anglais, John Philip du fait de son traitement des populations africaines. John Philip retourne en Angleterre et dresse l'opinion publique contre d'Urban en apportant des preuves à charge à un comité de parlementaires. Sa démission est réclamée à Charles Grant, le ministre des Affaires coloniales. Dans une dépêche datée du 1er mai 1837, Glenelg renvoie d'Urban, qui reste cependant gouverneur jusqu'à l'arrivée de son successeur en janvier 1838 et garde ses compétences militaires en Afrique du Sud jusqu'en 1846. 

## Carrière ultérieure
En 1842, d'Urban décline un poste de haut gradé militaire dans le Raj britannique qui lui a été offert par Sir Robert Peel.
En janvier 1847, il accepte le poste de commandant des forces de Sa Majesté en Amérique du Nord. Il y a des troubles frontaliers et des menaces d'invasion de la part des États-Unis au Canada du côté de Montréal. Il s'installe au début de l'année 1847 à Montréal, où il reste jusqu'à sa mort en 1849. Il est enterré dans un premier temps au cimetière militaire de Papineau, mais sa tombe est déplacée lors de la construction de la rampe d'accès au pont Jacques-Cartier.  Il repose maintenant au Last Post Fund Champ d'honneur national, un cimetière militaire possédé par Last Post Fund à Pointe-Claire où se trouve un obélisque à sa mémoire.